# Simon Wilcox
Pour les articles homonymes, voir Wilcox.
Simon Wilcox, née le 26 août 1976 à Hamilton (Ontario), est une poète, et auteure-compositrice-interprète canadienne.

## Biographie
Fille du musicien David Wilcox et de la productrice Sadia Sadia, installée à Los Angeles en Californie,, elle a composé des chansons pour, entre autres, Blink 182, Britney Spears, Carly Rae Jepsen, Enrique Iglesias, Miranda Lambert, The Used, Nick Jonas, Camilla Cabello, Selena Gomez, Fever 333, Royal & the Serpent, 5 Seconds of Summer, Goldfinger, Demi Lovato, Charlie Puth, Steve Aoki, Rita Ora, Liam Payne, Nessa Barrett, Zella Day,  Paris Hilton, Josh Groban, Natasha Bedingfield, Petula Clark, Don Felder, Three Days Grace, Lennon Stella, Albert Hammond Jr. ou encore Poppy.

## Discographie
| Année | Artiste                                    | Chanson                                                                                                  | Album                                                         |
| ----- | ------------------------------------------ | --- | ------------------------------------------------------------- |
| 2025  | Heidi Montag                               | Sriracha                                                                                                 | Superficial 2: Heidiwood Edition                              |
| 2024  | Goldie Boutilier (en)                      | The Actress                                                                                              | Single                                                        |
| 2024  | Royal & the Serpent                        | American Spirit                                                                                          | Rat Trap 5: the beginning                                     |
| 2024  | Enrique Iglesias & Miranda Lambert         | Space In My Heart                                                                                        | Single                                                        |
| 2023  | Yoandri                                    | Holy Water                                                                                               | Single                                                        |
| 2023  | Poppy                                      | Church Outfit, Knockoff, Hard, Motorbike                                                                 | Zig                                                           |
| 2023  | Claire Rosinkranz                          | Swinging at the Stars                                                                                    | Just Because                                                  |
| 2023  | Jess Glynne                                | What Do You Do?                                                                                          | Single                                                        |
| 2023  | Idina Menzel                               | Beast | Drama Queen                                                   |
| 2023  | Natalie Jane (en) & Charlieonnafriday (en) | I'm Good                                                                                                 | Single                                                        |
| 2023  | Albert Hammond Jr.                         | Ensemble de l'album                                                                                      | Melodies On Hiatus                                            |
| 2023  | The Used                                   | Dancing With A Brick Wall, Headspace, Cherry                                                             | Toxic Positivity                                              |
| 2023  | Stacey Ryan                                | Somebody Good                                                                                            | I Don't Know What Love Is                                     |
| 2023  | No good                                    | Tune Out                                                                                                 | Single                                                        |
| 2022  | Nessa Barrett                              | Dear god                                                                                                 | Young Forever                                                 |
| 2022  | Carly Rae Jepsen                           | Talking to Yourself                                                                                      | The Loneliest Time                                            |
| 2022  | carolesdaughter                            | Sunshine and Roses                                                                                       | Single                                                        |
| 2022  | Aidan Bissett                              | Twenty Something                                                                                         | Single                                                        |
| 2022  | Madeon                                     | Love You Back                                                                                            | Single                                                        |
| 2022  | Caitlyn Smith (en)                         | Downtown Baby                                                                                            | Single                                                        |
| 2022  | Royal & the Serpent                        | That Sux                                                                                                 | If i died would anymore care                                  |
| 2022  | Lilyisthatyou                              | Purity                                                                                                   | Single                                                        |
| 2022  | Lennon Stella                              | Fancy, Bubble                                                                                            | Single                                                        |
| 2022  | Poppy                                      | FYB | Stagger                                                       |
| 2022  | Poppy                                      | Shapes                                                                                                   | Stagger                                                       |
| 2022  | Aidan Bissett                              | Twenty Something                                                                                         | Single                                                        |
| 2022  | Caitlyn Smith                              | Downtown Baby                                                                                            | Single                                                        |
| 2022  | Madeon                                     | Love You Back                                                                                            | Single                                                        |
| 2022  | Lyn Lapid                                  | Pager | The Outsider EP                                               |
| 2022  | Enrique Iglesias                           | Espacio en tu Corazón                                                                                    | Single                                                        |
| 2022  | Lilyisthatyou                              | All about me                                                                                             | Single                                                        |
| 2022  | Royal & the Serpent                        | That sux                                                                                                 | If i died would anyone care                                   |
| 2022  | Lilyisthatyou                              | Purity                                                                                                   | Single                                                        |
| 2022  | Jonah Kagen                                | Turbulence                                                                                               | Single                                                        |
| 2022  | DES3ETT & Serena Ryder                     | Killing The Pain                                                                                         | Single                                                        |
| 2022  | Six60 (en)                                 | Before You Leave                                                                                         | Single                                                        |
| 2021  | Thomas Day                                 | The New Me                                                                                               | Single                                                        |
| 2021  | Lennon Stella                              | Fancy, Bubble                                                                                            | Single                                                        |
| 2021  | Scott Helman (en)                          | Pretty                                                                                                   | Single                                                        |
| 2021  | Poppy                                      | Flux | Flux                                                          |
| 2021  | Loren Gray                                 | Piece Of Work                                                                                            | Single                                                        |
| 2021  | Poppy                                      | Breeders                                                                                                 | Eat (NXT Soundtrack)                                          |
| 2021  | Breagh Isabel                              | Girlfriends                                                                                              | Single                                                        |
| 2021  | Demi Lovato                                | Easy (avec Noah Cyrus)                                                                                   | Dancing with the Devil... the Art of Starting Over            |
| 2021  | Scott Helman                               | Good Problems                                                                                            | Single                                                        |
| 2021  | Scott Helman                               | Good Problems - Remix                                                                                    | Single                                                        |
| 2021  | Jessie Murph                               | Upgrade                                                                                                  | Single                                                        |
| 2020  | Emily Vu                                   | Self Love                                                                                                | Single                                                        |
| 2020  | Sofia Carson                               | Guess I'm a Liar                                                                                         | Single                                                        |
| 2020  | Serena Ryder                               | Waterfall                                                                                                | Single                                                        |
| 2020  | Serena Ryder                               | Candy (feat. Adria Kain)                                                                                 | Single                                                        |
| 2020  | Serena Ryder                               | Candy | Single                                                        |
| 2020  | Lennon Stella feat. Charlie Puth           | Summer Feelings                                                                                          | Scoob! The Album                                              |
| 2020  | The Used                                   | Cathedral Bell, Clean Cut Heals                                                                          | Heartwork                                                     |
| 2020  | Lennon Stella                              | Bend Over Backwards, Pretty Boy, Much Too Much, Since I was a Kid, Golf on TV, Kissing Other People      | Three. Two. One.                                              |
| 2020  | Ria Mae (en)                               | For Your Love                                                                                            | Single                                                        |
| 2020  | Selena Gomez                               | Crowded Room (featuring 6lack)                                                                           | Rare                                                          |
| 2020  | The Washboard Union                        | If She Only Knew                                                                                         | Everbound                                                     |
| 2020  | Lennon Stella feat. JP Saxe                | Golf on TV                                                                                               | Single                                                        |
| 2020  | MILCK                                      | If I Ruled the World, Ready, Gold, Slow Fade                                                             | Into Gold EP                                                  |
| 2020  | Scott Helman                               | Wait No More, Lois, Good Problems, Evergreen, Everything Sucks, True Crime, Papa                         | Nonsuch Park (sa)                                             |
| 2020  | Allie X                                    | Madame X                                                                                                 | Cape God                                                      |
| 2020  | James Newman                               | Enough                                                                                                   | Single                                                        |
| 2020  | Poppy                                      | I Won't Be Home for Christmas                                                                            | A Very Poppy Christmas                                        |
| 2020  | Poppy                                      | I Like Presents                                                                                          | A Very Poppy Christmas                                        |
| 2020  | Poppy                                      | Kiss In The Snow                                                                                         | A Very Poppy Christmas                                        |
| 2019  | Liam Payne                                 | Weekend                                                                                                  | LP1                                                           |
| 2019  | Echosmith                                  | Shut Up and Kiss Me                                                                                      | Single                                                        |
| 2019  | Lennon Stella                              | Kissing Other People                                                                                     | Single                                                        |
| 2019  | Sabrina Claudio                            | Problem With You                                                                                         | Truth Is                                                      |
| 2019  | Madison Kozak                              | Household                                                                                                | Single                                                        |
| 2019  | Scott Helman                               | Everything Sucks, Evergreen                                                                              | Single                                                        |
| 2019  | Poppy                                      | Meat | Choke                                                         |
| 2019  | The Fever 333                              | One of Us, Inglewood/3, Coup D’Étalk                                                                     | Strength in Numb333rs                                         |
| 2019  | Hunter Hayes                               | Heartbreak                                                                                               | Visualizer                                                    |
| 2019  | Rita Ora                                   | Soul Survivor                                                                                            | Phoenix (Deluxe)                                              |
| 2018  | Scott Helman                               | Hang Ups, Dostoevsky                                                                                     | Hang Ups EP                                                   |
| 2018  | Serena Ryder                               | Christmas Kisses                                                                                         | Christmas Kisses                                              |
| 2018  | Poppy                                      | Iconic, Aristocrat, Girls in Bikinis, The Rapture Ball, Am I a Girl, Chic Chick, Hard Feelings           | Am I a Girl?                                                  |
| 2018  | Steve Aoki feat Nicky Romero and Kiiara    | Be Somebody                                                                                              | Neon Future III                                               |
| 2018  | Poppy feat. Diplo                          | Time Is Up                                                                                               | Am I a Girl?                                                  |
| 2018  | Matoma feat. Enrique Iglesias              | I Don't Dance (Without You)                                                                              | One in a Million                                              |
| 2018  | Poppy                                      | In a Minute                                                                                              | Am I a Girl?                                                  |
| 2018  | Camila Cabello                             | In the Dark                                                                                              | Camila                                                        |
| 2018  | Allie X                                    | Little Things, Girl of the Year                                                                          | Super Sunset                                                  |
| 2017  | Poppy                                      | Interweb, Bleach Blonde Baby, My Style (feat. Charlotte), Software Upgrade, Pop Music                    | Poppy.Computer                                                |
| 2017  | Capital Cities                             | Drop Everything                                                                                          | Solarize                                                      |
| 2017  | Blink-182                                  | Bottom of the Ocean                                                                                      | California (Deluxe Edition)                                   |
| 2017  | One Ok Rock                                | I Was King, American Girls                                                                               | Ambitions                                                     |
| 2017  | Scott Helman                               | 21 Days, Ripple Effect, PDA, Sweet Tooth, Chinese Restaurant, You Made Her, Origami, House Key, Gaslight | Hôtel de Ville                                                |
| 2017  | Serena Ryder                               | Utopia, Ice Age, Hands, Wolves, Fire Escape                                                              | Utopia                                                        |
| 2017  | Tinashe                                    | Flame | Joyride                                                       |
| 2017  | Demi Lovato                                | Ready for Ya                                                                                             | Tell Me You Love Me                                           |
| 2017  | Nick Jonas                                 | Find You                                                                                                 | Single                                                        |
| 2016  | Britney Spears                             | If I'm Dancing                                                                                           | Glory                                                         |
| 2016  | Demi Lovato                                | Body Say                                                                                                 | Single                                                        |
| 2016  | Nick Jonas                                 | Chainsaw, Don't Make Me Choose                                                                           | Last Year Was Complicated                                     |
| 2016  | DNCE                                       | Almost, Unsweet                                                                                          | DNCE                                                          |
| 2016  | Andy Black                                 | Ribcage                                                                                                  | The Shadow Side                                               |
| 2016  | Cider Sky                                  | Tous les titres                                                                                          | 12/4/12 project                                               |
| 2016  | Enrique Iglesias                           | Duele el Corazón (version anglaise)                                                                      | --                                                            |
| 2016  | Fifth Harmony                              | Write On Me, Squeeze                                                                                     | 7/27                                                          |
| 2016  | Kevin Hart                                 | Sunday Morning                                                                                           | Kevin Hart: What Now? (The Mixtape Presents Chocolate Droppa) |
| 2015  | Five Seconds of Summer                     | Vapor, Outer Space/Carry On                                                                              | Sounds Good Feels Good                                        |
| 2015  | Beautiful Bodies                           | Capture and Release                                                                                      | Battles                                                       |
| 2015  | Sleeping with Sirens                       | The Strays, Go Go Go, Save Me a Spark, Madness                                                           | Madness                                                       |
| 2015  | That Poppy                                 | Lowlife, Altar, Money                                                                                    | Bubblebath (EP)                                               |
| 2014  | Nick Jonas                                 | Jealous, Area Code (X2 album edition)                                                                    | Nick Jonas                                                    |
| 2014  | Scott Helman                               | Bungalow, That Sweater, Machine, Tikka                                                                   | Augusta EP                                                    |
| 2014  | Versa                                      | Neon | Neon (EP)                                                     |
| 2013  | Anarbor                                    | Take My Pain Away, Before The World Ends, It's a Fact                                                    | Burnout                                                       |
| 2013  | Goldhouse                                  | Feelgood                                                                                                 | Back to Life                                                  |
| 2013  | Josh Groban                                | Below the Line                                                                                           | All That Echoes                                               |
| 2013  | Josh Groban                                | Your Hideaway                                                                                            | (Digital single)                                              |
| 2013  | Petula Clark                               | Next to You                                                                                              | Lost in You                                                   |
| 2013  | Walk off the Earth                         | Speeches, Summer Vibe, Shake, R.E.V.O.                                                                   | R.E.V.O.                                                      |
| 2012  | Ariane Moffatt                             | In Your Body, Too Late                                                                                   | MA                                                            |
| 2012  | Cider Sky                                  | Fall, We Are in Love                                                                                     | --                                                            |
| 2012  | Goldhouse                                  | F-C-K, The Moment                                                                                        | All Night Long EP                                             |
| 2012  | The Ready Set                              | Give Me Your Hand (Best Song Ever)                                                                       | The Bad & The Better                                          |
| 2012  | VersaEmerge                                | No Consequences                                                                                          | Another Atmosphere Preview                                    |
| 2011  | Breathe Carolina                           | Blackout                                                                                                 | Hell Is What You Make It                                      |
| 2011  | Cider Sky                                  | Northern Lights                                                                                          | The Twilight Saga: Breaking Dawn – Part 1 (soundtrack)        |
| 2011  | Cider Sky                                  | Tous les titres                                                                                          | King EP                                                       |
| 2011  | Javier Colon                               | Life is Getting Better                                                                                   | Come Through For You                                          |
| 2011  | Lindi Ortega                               | Black Fly                                                                                                | Little Red Boots                                              |
| 2011  | The Midway State                           | Hartley Salter's Kite                                                                                    | Paris or India                                                |
| 2010  | AJ McLean                                  | Teenage Wildlife                                                                                         | Have it All                                                   |
| 2010  | Jessica Lowndes                            | Girl Tax, Haven't Been Drinking                                                                          | Nothing Like This                                             |
| 2010  | Valencia                                   | Somewhere I Belong                                                                                       | Dancing with a Ghost                                          |
| 2009  | Breathe Carolina                           | Hello Fascination, I.D.G.A.F.                                                                            | Hello Fascination                                             |
| 2009  | The Higher                                 | It's Only Natural                                                                                        | It's Only Natural                                             |
| 2009  | Jeffree Star                               | Fresh Meat, Get Physical, Bitch, Please!                                                                 | Beauty Killer                                                 |
| 2009  | Ten Second Epic                            | Welcome to Wherever You Are                                                                              | Hometown                                                      |
| 2009  | Theo Tams                                  | Wait For You                                                                                             | Give It All Away                                              |
| 2008  | Ali Slaight                                | Story of Your Life, Great Expectations, Apple of My Eye                                                  | Trace the Stars EP                                            |
| 2008  | Beast                                      | Mr. Hurricane, Devil, Satan, Ashtray, Microcyte, Fingerprints, Out of Control                            | Beast                                                         |
| 2008  | Jorane                                     | Stay | Dix                                                           |
| 2008  | The Kooks                                  | Young Folks (vocaliste)                                                                                  | NME box set issue                                             |
| 2008  | Paris Hilton                               | Paris for President                                                                                      | (Chanson parodique)                                           |
| 2008  | The Trews                                  | Man of Two Minds                                                                                         | No Time for Later                                             |
| 2008  | Theo Tams                                  | Christmas Dream                                                                                          | Single                                                        |
| 2007  | Simon Wilcox                               | Tous les titres                                                                                          | The Charm and the Strange                                     |
| 2007  | Social Code                                | Bomb Hands                                                                                               | Social-Code                                                   |
| 2003  | Three Days Grace                           | Home, Wake Up                                                                                            | Three Days Grace                                              |
| 1999  | Simon Wilcox                               | Tous les titres                                                                                          | Mongrel of Love                                               |